# Elton de Souza
Elton de Souza, né le 23 mars 1991, est un athlète français de roller de vitesse. Depuis 2003, il fait partie de la sélection de l'équipe France de Roller lors des championnats internationaux de roller de course sur piste (Indoor) et sur route. Il est double champion du monde du relai et Vainqueur des Jeux mondiaux sur le 15 km à élimination.

## Biographie
Elton de Souza commence à pratiquer le roller dès son plus jeune âge, vers l'âge de 3 ans. Depuis, son père Terrance Anthony de Souza est l'entraîneur de toute la famille, car son frère aîné Edwin de Souza et son frère cadet Darren de Souza pratiquent également le roller de course à haut niveau, à l'international. À 10 ans, Elton remporte déjà deux médailles de bronze aux championnats de France dans la catégorie Poussins. Depuis l'âge de 12 ans, il fait partie de l'équipe de France, et à seulement 14 ans, il obtient son premier titre de champion d'Europe.
Elton a la licence d'entraîneur de roller et essaie de vivre de sa passion, en offrant des stages à différents clubs. Son papa est toujours son coach.

## Son palmarès
Au total, Elton de Souza a remporté 27 fois le titre de champion de France, 8 fois champion d'Europe ainsi que 12 médailles aux championnats du monde dont deux en or sur relais. Il est également champion des World Games en 2017 sur le 15 km à élimination.
Outre les médailles citées ci-dessus, qui ne représentent que les championnats d'Europe et du Monde des deux dernières années, Elton de Souza a également obtenu d'autres titres internationaux, notamment en Allemagne, Belgique et en Colombie. En 2013, il gagne le Rollathlon, un marathon en roller sur 103 km, en 3h03:52.3 devant son coéquipier Aurélien Roumagnac. En 2014, il gagne les championnats de France Indoor au classement général, et également les 20 km à élimination sur route. En 2015 se rajoutent un deuxième titre consécutif de vainqueur à l'International de Geisingen en Allemagne ainsi que la victoire de la compétition Trois Routes.
Il est médaillé de bronze en sprint sur 1 000 m aux Jeux mondiaux de 2017.

### Quelques résultats internationaux

#### Championnats du Monde en Taiwan (Kaohsiung) en novembre 2015[8]
- Médaille d'argent en 3000 m relais américain sur piste (avec Ewen Fernandez et Alexis Contin)
- Médaille de Bronze en Marathon

#### Championnats d'Europe en Autriche (Wörgl et Innsbruck) en juillet 2015[9]
- 1er au classement individuel Hommes
- Médaille d'Or en 3000 m relais américain sur piste (avec Alexis Contin, Darren de Souza et Gwendal le Pivert)
- Médaille d'Or en 500 m sprint sur piste
- Médaille de Bronze en Élimination sur route 20000 m
- Médaille de Bronze en Élimination sur piste 15000 m

#### Championnats du Monde à Rosario (Argentine) en novembre 2014[10]
- Médaille de Bronze en sprint sur piste
- Médaille de Bronze en Marathon